# Floridsdorf (metropolitana di Vienna)
Floridsdorf è una stazione della linea U6 della metropolitana di Vienna situata nel 21º distretto. È il capolinea settentrionale della linea e si trova sotto alla stazione ferroviaria di Vienna Floridsdorf con cui costituisce un nodo di traffico intermodale.

## Descrizione
La stazione è stata inaugurata il 4 maggio 1996 come terminale del prolungamento settentrionale della linea metropolitana U6 da Nußdorfer Straße, utilizzando parte del percorso della pre-esistente Schnellbahn di cui utilizza i binari. Anche le banchine di accesso sono state realizzate ristrutturando la precedente stazione della Schnellbahn.

## Ingressi
- Franz-Jonas-Platz
- Franklinstraße
- Schloßhofer Straße